# Championnat d'Italie féminin de rugby à XV 2018-2019
Ne doit pas être confondu avec Championnat d'Italie de rugby à XV 2018-2019.
 (septembre 2024).
Si vous disposez d'ouvrages ou d'articles de référence ou si vous connaissez des sites web de qualité traitant du thème abordé ici, merci de compléter l'article en donnant les références utiles à sa vérifiabilité et en les liant à la section « Notes et références ».
Navigation
2017-2018 2019-2020
Le championnat de Serie A 2018-2019 oppose les 20 meilleures équipes de rugby à XV d'Italie. Le championnat est programmé du 7 octobre au 1er juin.
Peu avant le début de la saison, le club des Sirene del Golfo (Naples) déclare forfait. Le championnat est remporté par le club Villorba.

## Format
Les 20 équipes sont réparties en 2 poules géographiques de 10 équipes. Dans chaque poule, les équipes se rencontrent en matchs aller-retour. Les équipes qui terminent en tête de leur poule sont directement qualifiées pour les demi-finales qu'elles joueront à domicile. Les équipes classées deuxièmes et troisièmes disputent un barrage croisé sur le terrain des mieux classées.
La finale est jouée sur un terrain neutre à définir.
Dans l'optique de la constitution des 4 poules de la formule établie pour la saison suivante, les équipes classées quatrièmes et cinquièmes s'affrontent également au cours d'un barrage croisé sur le terrain des mieux classées. Les équipes vainqueurs sont assignées à la poule 1 de la saison 2019-2020.

## Liste des équipes en compétition
| Poule 1    | Poule 2          |
| ---------- | ---------------- |
| Benetton   | Amatori Torre    |
| Colorno    | Belve Neroverdi  |
| CUS Milano | Bologna          |
| CUS Pavia  | Capitolina       |
| CUS Torino | CUS Ferrara      |
| Monza      | CUS Pisa         |
| Riviera    | Donne Etrusche   |
| Valsugana  | Montevirginio    |
| Verona     | Puma Bisenzio    |
| Villorba   | Sirene del Golfo |

## Résultats et classement

### Poule 1
| Rang | Club             | J  | V  | N | D  | Bo | Bd | Pm   | Pe   | Diff  | Pts |
| ---- | ---------------- | -- | -- | - | -- | -- | -- | ---- | ---- | ----- | --- |
| 1    | Valsugana Padoue | 18 | 16 | 0 | 2  | 15 | 1  | 1070 | 43   | +1027 | 80  |
| 2    | Villorba         | 18 | 16 | 0 | 2  | 14 | 1  | 1085 | 57   | +1028 | 79  |
| 3    | Colorno (T)      | 18 | 16 | 0 | 2  | 13 | 1  | 1038 | 59   | +979  | 78  |
| 4    | CUS Torino       | 18 | 11 | 0 | 7  | 4  | 3  | 384  | 378  | +6    | 51  |
| 5    | Benetton Trévise | 18 | 8  | 0 | 10 | 3  | 5  | 314  | 475  | -161  | 40  |
| 6    | Monza            | 18 | 6  | 1 | 11 | 3  | 4  | 287  | 557  | -270  | 33  |
| 7    | CUS Pavia        | 18 | 6  | 0 | 12 | 2  | 5  | 315  | 739  | -424  | 31  |
| 8    | CUS Milano       | 18 | 6  | 1 | 11 | 2  | 4  | 320  | 772  | -452  | 32  |
| 9    | Riviera          | 18 | 4  | 0 | 14 | 0  | 4  | 245  | 724  | -479  | 20  |
| 10   | Verona           | 18 | 0  | 0 | 18 | 0  | 0  | 35   | 1289 | -1254 | -4  |

Le Verona Rugby a reçu 4 points de pénalité pour avoir déclaré forfait lors de la 9e journée.
Le Riviera a reçu 4 points de pénalité pour manquement aux critères fédéraux (absence d'équipe de moins de 16 ans).

### Poule 2
| Rang | Club            | J  | V  | N | D  | Bo | Bd | Pm  | Pe  | Diff | Pts |
| ---- | --------------- | -- | -- | - | -- | -- | -- | --- | --- | ---- | --- |
| 1    | Capitolina      | 16 | 16 | 0 | 0  | 16 | 0  | 966 | 30  | +936 | 80  |
| 2    | CUS Ferrara     | 16 | 12 | 1 | 3  | 11 | 1  | 462 | 226 | +236 | 62  |
| 3    | Bologna         | 16 | 11 | 1 | 4  | 8  | 3  | 396 | 240 | +156 | 53  |
| 4    | Belve Neroverdi | 16 | 10 | 0 | 6  | 5  | 4  | 428 | 235 | +193 | 49  |
| 5    | Donne Etrusche  | 16 | 9  | 1 | 6  | 2  | 0  | 244 | 340 | -96  | 40  |
| 6    | Puma Bisenzio   | 16 | 5  | 0 | 11 | 1  | 3  | 193 | 481 | -288 | 24  |
| 7    | Montevirginio   | 16 | 4  | 0 | 12 | 0  | 0  | 156 | 434 | -278 | 16  |
| 8    | Amatori Torre   | 16 | 1  | 2 | 13 | 0  | 3  | 122 | 379 | -257 | 11  |
| 9    | CUS Pisa        | 16 | 1  | 1 | 14 | 0  | 0  | 54  | 656 | -602 | 2   |

Les clubs de Bologne, des Donne Etrusche, de Montevirginio et du CUS Pisa ont reçu 4 points de pénalité pour manquement au critères fédéraux (absence d'équipe de moins de 16 ans).

### Barrages de classement pour la saison 2019-2020
| 18 mai 14 h 30 | Belve Neroverdi | 10 - 43 | Benetton Trévise | Stade Enrico Iovenitti (Benevento) Arbitre : Giovanna Pacifico |
| 18 mai 14 h 30 |                 |         |                  | Stade Enrico Iovenitti (Benevento) Arbitre : Giovanna Pacifico |
| 18 mai 14 h 30 |                 |         |                  | Stade Enrico Iovenitti (Benevento) Arbitre : Giovanna Pacifico |

| 19 mai 14 h 30 | CUS Torino | 64 - 5 | Donne Etrusche | Campo Albonico Arbitre : Maria Paparo |
| 19 mai 14 h 30 |            |        |                | Campo Albonico Arbitre : Maria Paparo |
| 19 mai 14 h 30 |            |        |                | Campo Albonico Arbitre : Maria Paparo |

Le Benetton Trévise et le CUS Torino joueront dans la Poule 1 du championnat 2019-2020.

## Phase finale
|  | Barrages         | Barrages         | Barrages         | Barrages         |                                       |          | Demi-finales                        | Demi-finales                        | Demi-finales                        | Demi-finales                        |  |  | Finale                                     | Finale                                     | Finale                                     | Finale                                     |
|  |                  |                  |                  |                  |                                       |          |                                     |                                     |                                     |                                     |  |  |                                            |                                            |                                            |                                            |
|  |                  |                  |                  |                  |                                       |          | 26 mai, au Campo dell'Unione (Rome) | 26 mai, au Campo dell'Unione (Rome) | 26 mai, au Campo dell'Unione (Rome) | 26 mai, au Campo dell'Unione (Rome) |  |  | 1er juin, au stade San Michele (Calvisano) | 1er juin, au stade San Michele (Calvisano) | 1er juin, au stade San Michele (Calvisano) | 1er juin, au stade San Michele (Calvisano) |
|  |                  |                  |                  |                  |                                       |          | 26 mai, au Campo dell'Unione (Rome) | 26 mai, au Campo dell'Unione (Rome) | 26 mai, au Campo dell'Unione (Rome) | 26 mai, au Campo dell'Unione (Rome) |  |  | 1er juin, au stade San Michele (Calvisano) | 1er juin, au stade San Michele (Calvisano) | 1er juin, au stade San Michele (Calvisano) | 1er juin, au stade San Michele (Calvisano) |
|  |                  |                  |                  |                  |                                       |          | 26 mai, au Campo dell'Unione (Rome) | 26 mai, au Campo dell'Unione (Rome) | 26 mai, au Campo dell'Unione (Rome) | 26 mai, au Campo dell'Unione (Rome) |  |  | 1er juin, au stade San Michele (Calvisano) | 1er juin, au stade San Michele (Calvisano) | 1er juin, au stade San Michele (Calvisano) | 1er juin, au stade San Michele (Calvisano) |
|  |                  |                  |                  |                  |                                       |          | 26 mai, au Campo dell'Unione (Rome) | 26 mai, au Campo dell'Unione (Rome) | 26 mai, au Campo dell'Unione (Rome) | 26 mai, au Campo dell'Unione (Rome) |  |  | 1er juin, au stade San Michele (Calvisano) | 1er juin, au stade San Michele (Calvisano) | 1er juin, au stade San Michele (Calvisano) | 1er juin, au stade San Michele (Calvisano) |
|  |                  |                  |                  |                  |                                       |          | 26 mai, au Campo dell'Unione (Rome) | 26 mai, au Campo dell'Unione (Rome) | 26 mai, au Campo dell'Unione (Rome) | 26 mai, au Campo dell'Unione (Rome) |  |  | 1er juin, au stade San Michele (Calvisano) | 1er juin, au stade San Michele (Calvisano) | 1er juin, au stade San Michele (Calvisano) | 1er juin, au stade San Michele (Calvisano) |
|  | Capitolina       | Capitolina       | 8                | 8                |                                       |          |                                     |                                     |                                     |                                     |  |  | 1er juin, au stade San Michele (Calvisano) | 1er juin, au stade San Michele (Calvisano) | 1er juin, au stade San Michele (Calvisano) | 1er juin, au stade San Michele (Calvisano) |
|  | Capitolina       | Capitolina       | 8                | 8                | 19 mai, au complexe sportif de Catena |          |                                     |                                     |                                     |                                     |  |  | 1er juin, au stade San Michele (Calvisano) | 1er juin, au stade San Michele (Calvisano) | 1er juin, au stade San Michele (Calvisano) | 1er juin, au stade San Michele (Calvisano) |
|  |                  |                  | Villorba         | Villorba         | 26                                    | 26       |                                     |                                     |                                     |                                     |  |  | 1er juin, au stade San Michele (Calvisano) | 1er juin, au stade San Michele (Calvisano) | 1er juin, au stade San Michele (Calvisano) | 1er juin, au stade San Michele (Calvisano) |
|  | Villorba         | Villorba         | Villorba         | Villorba         | 26                                    | 26       | 129                                 | 129                                 |                                     |                                     |  |  | 1er juin, au stade San Michele (Calvisano) | 1er juin, au stade San Michele (Calvisano) | 1er juin, au stade San Michele (Calvisano) | 1er juin, au stade San Michele (Calvisano) |
|  | Villorba         | Villorba         | 26 mai           |                  |                                       |          | 129                                 | 129                                 |                                     |                                     |  |  | 1er juin, au stade San Michele (Calvisano) | 1er juin, au stade San Michele (Calvisano) | 1er juin, au stade San Michele (Calvisano) | 1er juin, au stade San Michele (Calvisano) |
|  | Bologna          | Bologna          | 0                | 0                |                                       |          |                                     |                                     |                                     |                                     |  |  | 1er juin, au stade San Michele (Calvisano) | 1er juin, au stade San Michele (Calvisano) | 1er juin, au stade San Michele (Calvisano) | 1er juin, au stade San Michele (Calvisano) |
|  | Bologna          | Bologna          | 0                | 0                | Villorba                              | Villorba | 18                                  | 18                                  |                                     |                                     |  |  |                                            |                                            |                                            |                                            |
|  |                  |                  |                  |                  | Villorba                              | Villorba | 18                                  | 18                                  |                                     |                                     |  |  |                                            |                                            |                                            |                                            |
|  |                  |                  | Valsugana Padoue | Valsugana Padoue | 15                                    | 15       |                                     |                                     |                                     |                                     |  |  |                                            |                                            |                                            |                                            |
|  |                  |                  |                  |                  | 15                                    | 15       |                                     |                                     |                                     |                                     |  |  |                                            |                                            |                                            |                                            |
|  |                  |                  |                  |                  |                                       |          |                                     |                                     |                                     |                                     |  |  |                                            |                                            |                                            |                                            |
|  |                  |                  |                  |                  |                                       |          |                                     |                                     |                                     |                                     |  |  |                                            |                                            |                                            |                                            |
|  | Valsugana Padoue | Valsugana Padoue | 19               | 19               |                                       |          |                                     |                                     |                                     |                                     |  |  |                                            |                                            |                                            |                                            |
|  | Valsugana Padoue | Valsugana Padoue | 19               | 19               | 19 mai, au stade Attilio Mazzanti     |          |                                     |                                     |                                     |                                     |  |  |                                            |                                            |                                            |                                            |
|  |                  |                  | Colorno          | Colorno          | 5                                     | 5        |                                     |                                     |                                     |                                     |  |  |                                            |                                            |                                            |                                            |
|  | CUS Ferrara      | CUS Ferrara      | Colorno          | Colorno          | 5                                     | 5        | 3                                   | 3                                   |                                     |                                     |  |  |                                            |                                            |                                            |                                            |
|  | CUS Ferrara      | CUS Ferrara      |                  |                  |                                       |          |                                     | 3                                   |                                     |                                     |  |  |                                            |                                            |                                            |                                            |
|  | Colorno          | Colorno          | 48               | 48               |                                       |          |                                     |                                     |                                     |                                     |  |  |                                            |                                            |                                            |                                            |
|  | Colorno          | Colorno          | 48               | 48               |                                       |          |                                     |                                     |                                     |                                     |  |  |                                            |                                            |                                            |                                            |
|  |                  |                  |                  |                  |                                       |          |                                     |                                     |                                     |                                     |  |  |                                            |                                            |                                            |                                            |

### Finale
| 1er juin | Villorba                                                                  | 18 - 15 (5 - 8) | Valsugana Padoue                                          | Stade San Michele (Calvisano) environ 2 000 spectateurs Arbitre : Clara Munarini |
| 1er juin | Essai(s) : Barattin (38e), Furlan (65e, 76e) Pénalité(s) : Barattin (19e) | Rapport         | Essai(s) : Cerato (42e), Andreaggi (47e), Vitadello (83e) | Stade San Michele (Calvisano) environ 2 000 spectateurs Arbitre : Clara Munarini |
| 1er juin |                                                                           | Rapport         |                                                           | Stade San Michele (Calvisano) environ 2 000 spectateurs Arbitre : Clara Munarini |